# Kabizi (vattendrag i Burundi, Ngozi)
Kabizi är ett vattendrag i Burundi.   Det ligger i provinsen Ngozi, i den norra delen av landet, 70 kilometer nordost om huvudstaden Bujumbura.
Omgivningarna runt Kabizi är en mosaik av jordbruksmark och naturlig växtlighet. Runt Kabizi är det tätbefolkat, med 659 invånare per kvadratkilometer.